# Reichsgartenschau 1939
Die Reichsgartenschau 1939 (korrekt als Reichsausstellung des Deutschen Gartenbaues 1939 bezeichnet) fand in Stuttgart statt und folgte der kurzen Tradition von Reichsgartenschauen, erstmals in Dresden (1936) auf dem Städtischen Ausstellungsgelände und noch in Essen (1938) im Grugapark. Für 1941 war die vierte Reichsgartenschau in Liegnitz geplant gewesen, für die im Sommer 1939 bereits Vorarbeiten begannen. Der einsetzende Zweite Weltkrieg ließ jedoch keine weiteren Schauen zu.
Am 22. April 1939 wurde die Reichsgartenschau im Stil der NS-Propaganda mit großem Aufwand und viel Pathos durch den Reichsminister für Ernährung und Landwirtschaft Walther Darré eröffnet.
Mit etwas über 4 Millionen Besuchern innerhalb von vier Monaten war sie ein Besuchermagnet und übertraf die in sie gesetzten Erwartungen erheblich. Am 20. August 1939 wurde der 27-jährige Gärtner Konrad Link als viermillionster Besucher empfangen und erhielt von Stadtrat Hermann Cuhorst im Namen des Oberbürgermeisters „ein stattliches Gartenhaus mit Pergola (Laubengang) und Sitzbank übereignet“.
Symbol der Reichsgartenschau von 1939 war ein sich vom Horst abschwingender Reichsadler auf einem mit Blut und Boden beschrifteten Sockel. Dieser Sockel fußte auf dem ehrenlaubgekrönten und durch Ähre und Schwert besetzten Hakenkreuz.
Anlässlich der Gartenschau wurden ab 22. April 1939 Sondermarken zu 6 + 4 sowie 15 + 5 Reichspfennig herausgegeben: „Das Markenbild zeigt den Eingang zur Ausstellung, das von Blüten umgebene Wappen der Stadt Stuttgart und enthält die Inschrift ‚Reichs-Gartenschau Stuttgart 1939, Stadt der Auslandsdeutschen‘.“ Die Zuschläge flossen dem „Kulturfonds des Führers“ zu.

## Prestigeobjekt Killesberg

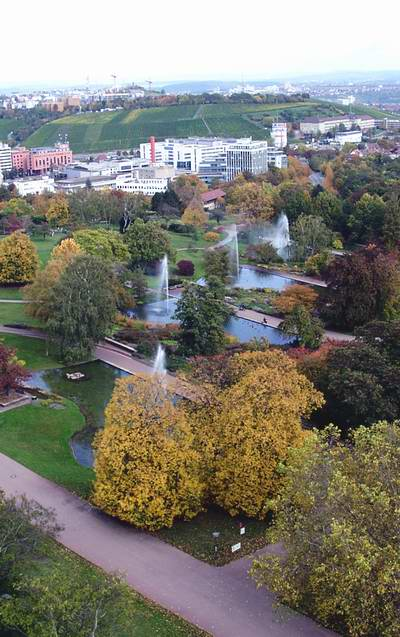
Killesbergpark mit Springbrunnen

Die Planungen hatten bereits 1935, vier Jahre zuvor begonnen. Als Gartenschaugelände wurde das Areal des Killesbergs auserkoren. Das Grünprojekt sollte auf dem Terrain mehrerer aufgelassener Steinbrüche eingerichtet werden. Deren Abraumkanten sind teilweise bis heute erkennbar, so beispielsweise die östlichen Teile der Roten Wand. Der Gebietscharakter war „wüst“ und ungepflegt, weil es sich um ein lange umstrittenes Grenzgebiet im Drei-Städte-Eck (Stuttgart / Feuerbach / Bad Cannstatt) handelte. Jahrhundertelang wurde die bis zu 20 m starke Schilfsandsteinschicht als Stuttgarter Werkstein für den Hausbau in Feuerbach verwendet. Auch finden sich Steine der Brüche im Alten Schloss und in der Stiftskirche in der Stuttgarter Innenstadt verbaut. Die langfristig ausgebeuteten Steinbrüche verblieben als tiefe Löcher und Schrunden in der Landschaft und bedurften einer umfassenden Gestaltungsreform.
Das unebene Gelände wurde bis zu diesem Zeitpunkt für Abstellzwecke sowie als Müll- und Schuttablagerplatz verwendet. Im Februar 1937 begannen die Bauarbeiten mit dem Ziel es in ein Naherholungsgebiet für die Bevölkerung von Stuttgart umzuwandeln, getreu dem Ab- und Vorbild einer „vielgestaltigen deutschen Landschaft“. Dabei wurde eine – für die 1930er Jahre typische – formale und inhaltliche Wendung im Gartenbau versucht. Der jahrzehntealte Wohngarten- und Heimatstil sollte sich als „Wohnraum im Freien“ etablieren. Dazu wurden die Wilhelma und der Cannstatter Kurpark in die Planungen einbezogen, gewissermaßen als Vorahnung auf das Grünes U. Dieses wurde 1993 mit entsprechender Leitidee zur Internationalen Gartenschau umgesetzt.
Für die Gesamtplanung waren der Potsdamer Gartengestalter Hermann Mattern (Garten- und Landschaftsarchitektur) sowie der Stuttgarter Architekt und Regierungsbaumeister Gerhard Graubner (Bauten) zuständig – letzterer ein ehemaliger Assistent von Paul Bonatz aus der Stuttgarter Schule der Architekturabteilung der Technischen Hochschule Stuttgart. Die Ausführung der Freianlagen oblag dem Städtischen Gartenamt. Die beiden Architekten hatten einen reichsweiten Ideenwettbewerb zur landschaftlichen Neuordnung des Gesamtgebiets nebst Entwurf eines Verkehrskonzepts (Umgehung Stuttgarts von Ludwigsburg nach Böblingen, heutige Straßensegmente Am Kochenhof und Am Kräherwald) gewonnen. Nachdem die beiden Architekten die aus dem Wettbewerb als Zweitplatzierte hervorgegangenen Gartengestalter und Architekten, Otto Valentien, Herta Hammerbacher, Kurt Marohn, Walter Ruff und andere in das Projekt mit einbezogen hatten, konnte ein ungleich größerer Ideenreichtum umgesetzt werden.
Die Planungen attestierten, dass einige Begegnungsstätten der Stuttgarter Bürger im Wege standen und abgerissen werden mussten. So fielen die 1878 hergestellte und sehr beliebte Wirtschaft Restauration Grenzhaus nebst einer angeschlossenen Werkstatt für die Instandhaltung von Steinbrechwerkzeugen 1938, daneben das Straßenbahner-Waldheim, das am Ort der heutigen Freilichtbühne stand und auch der Kochenhof, ein 1925 errichteter Bauernhof, der 1939 bereits wieder abgerissen wurde, den ehrgeizigen Plänen zum Opfer. Auch der SV Prag Stuttgart musste sein 1922 eingeweihtes Vereinsgelände mit großem Rasenplatz und Laufbahnanlage im Akazienwäldchen des späteren Höhenparks Killesberg für die Reichsgartenschau 1939 räumen und bekam am Mühlbachhof an der Parlerstraße bereits ab 1938 ein neues Domizil.
Das unwegsame Gelände mit zum Teil beachtlichen Höhenunterschieden, schroff zerklüftet und stark zerrissen wie verworfen, war schwer zu planieren, weshalb viele Arbeitskräfte herangezogen wurden und mit zum Teil sehr einfachen Gerätschaften ausgestattet waren. Die Entrümpelung oblag vornehmlich wohl dem Reichsarbeitsdienst (RAD) und zwangsverpflichteten jüdischen Stuttgartern. Bereits 1937 waren im Schnitt 200 Arbeiter beschäftigt. Die Urbarmachung des Geländes erforderte letztlich die Erdbewegung von nicht weniger als 500.000 Kubikmeter Boden. Etwa 1000 Bäume, 20.000 Büsche und 50.000 Rosenstöcke wurden neu gepflanzt. 120.000 Blumenzwiebeln und 800.000 Frühjahrs- und Sommerblumen sollten helfen, das unebene Gelände in eine Parklandschaft zu verwandeln. Durch zahlreiche Treppen sollten die hohen Unebenheiten überwunden werden. Ein 15 Kilometer umfassendes Wegenetz sollte den Park erschließen helfen.

## Parkanlage

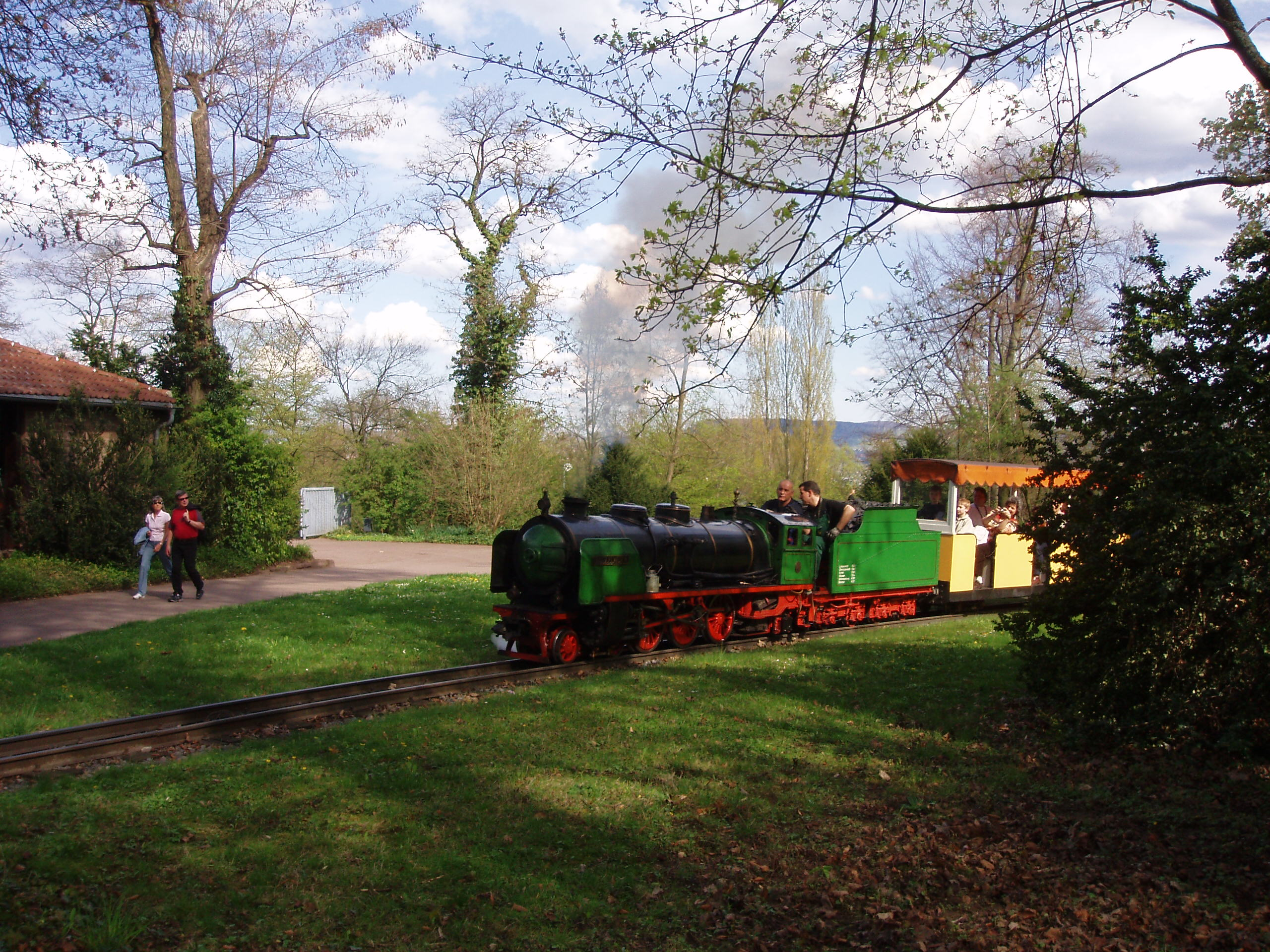
Killesbergbahn

51 ha Gelände wurden von einem Wald-, Reben- und Schuttgelände in einen Park umfunktioniert. Es entstand ein weitläufiger Eingangsbereich mit großen schmalfrontverglasten Eingangsgebäuden in typisch nationalsozialistischer Bauweise und breiter, abschüssiger Freitreppe. Hinter dem Eingang entstand die von Graubner entworfene „Ehrenhalle des Reichsnährstandes“ (Lehrschau). Die Halle wies Züge der Monumentalität der NS-Architektur Albert Speers auf, was am nördlichen Ende der Halle darin gipfelte, dass ein Reichsadler die Wand schmückte, der einen Durchmesser von 6,5 Metern aufwies. In der Ehrenhalle vollzog Reichsminister für Ernährung und Landwirtschaft, Walther Darré, in Anwesenheit namhafter Repräsentanten des Großdeutschen Reichs die Eröffnungsfeierlichkeiten. Im Zusammenspiel der Veranstalter (Reichsnährstand, Stadt Stuttgart) konnten sich die Besucher im Verlaufe der Schau über Entwicklungstendenzen des Gärtnerberufes informieren. Die Tropenschau und Blumensonderschauen waren in der Ehrenhalle untergebracht.
Zu besichtigen waren auch eine ländliche Gaststätte, mehrere pavillonartige Ausstellungshallen, das „Tal der Rosen“, die „Sonnenblumenwiese“, die mittlerweile berühmt-beliebten „Dahlienwiesen“, die Raubtierschlucht, ein Höhenfreibad, ein Höhencafe, (nachts illuminierte) Springbrunnen, Siedlungsgebiete und eine Ausstellungskleinbahn. Bei dieser Ausstellung wurde erstmals ein 3,5 km langer Rundkurs für die Bahn erbaut. Die Killesbergbahn nutzt heute noch die damals erbauten und angeschafften Wagen. Teiche, Seen und Wasserspiele mit Fontänenanlagen ergänzten das Bild. Ein besonderer Reiz ging von der Höhenlage des Killesbergs aus, so dass aus verschiedenen Blickwinkeln der Anlage vielfältige Fernblicke möglich waren, was allein imposant wirkte. Auch das Gebiet jenseits der „Lenbachstraße“, des Killesberggipfels (heute Herberge eines vom DRK betriebenen Altenheims und höchster Punkt des Geländes), war Bestandteil des Gartenschaugeländes. Am Hang des Killesbergs traf man auf Kleingärten, einen Muster-Weinberg, Obstanlagen und den „Garten des Seidenraupenzüchters“. Östlich des Hauptweges durchschritten die Besucher weitläufige Baumbestände. Schattenliebende Pflanzen wurden dort in Sonderschauen integriert.
Pläne zur Errichtung eines Zoos wurden wieder verworfen. Es war zunächst beabsichtigt, den aus dem Tiergarten Nill hervorgegangenen Tiergarten an der Doggenburg, der an die Stadt Stuttgart verkauft worden war, anlässlich der Reichsgartenschau auf den Killesberg umzusetzen. Dazu kam es aus Baustoffmangel und letztlich kriegsbedingt nie.
Das Reichsgartenschaugelände lag zwischen zwei aus politischer Perspektive höchst unterschiedlichen Siedlungsgebieten: einerseits der vom Nationalsozialismus angefeindeten Weißenhofsiedlung aus dem Baujahr 1927, die ob ihrer weißen Dachterrassen als „Araberdorf“ diffamiert wurde und abgerissen werden sollte, und andererseits der eigens als Gegenmodell konzipierten Kochenhofsiedlung, einer Modellsiedlung in Holzbauweise. Die Stadt hatte die Weißenhofsiedlung an die Wehrmacht verkauft und den Mietern gekündigt. Die Siedlung sollte einem monumentalen Gebäude für das Wehrbereichskommando V weichen, wozu es wegen der Kriegsvorbereitungen nicht mehr kam. Stattdessen nahm die bereits leerstehende Siedlung Teile der hohen Besucherschar als Übernachtungsgäste auf. Einige Jahre nach dem Ende der Reichsgartenschau diente das Gelände auf dem Killesberg als Sammelstelle für jüdische Mitbürger vor der Deportation (insbesondere nach Theresienstadt).

## Gartenschauwagen
Aufgrund der während der Reichsgartenschau höheren Fahrgastzahlen beschaffte die Stuttgarter Straßenbahnen AG (SSB) für die Straßenbahn Stuttgart eigens eine neue Fahrzeuggeneration, die sogenannten Gartenschauwagen. Dazu kam ein Straßenbahn-Altbautriebwagen, der für die Gartenschau zum verglasten Panoramatriebwagen umgebaut wurde (siehe SSB Panoramatriebwagen).

## Einflüsse des Zweiten Weltkriegs
1938 drohte ein Scheitern des Unternehmens, da bereits die Kriegsvorbereitungen angelaufen waren und Arbeitskräfte sowie Material fehlten. Der als Beauftragter des Vierjahresplanes zuständige Reichsminister Hermann Göring verweigerte daher zunächst seine Zustimmung für den Weiterbau. Reichspropagandaminister Joseph Goebbels allerdings priorisierte das Vorhaben. Um das Ausland von den geplanten Kriegsvorbereitungen abzulenken, ordnete er persönlich „Reichswichtigkeit“ der Gartenschau an und kommandierte sogar Soldaten für die Arbeiten ab. Die Gartenschau konnte somit pünktlich eröffnet werden. Parallel entstanden mit der gewaltigen Aufrüstung Kasernenkomplexe auf dem Burgholzhof.
Der Gauleiter der NSDAP in Württemberg-Hohenzollern, Wilhelm Murr, eröffnete zur Einweihung mit großen Worten:

„Dies ist der Beweis für die friedliche Nutzung unserer Energien und unserer Wirtschaftsanstrengungen während einer vom Ausland künstlich aufgeblähten Kriegspsychose.“

Wohl im Hinblick auf den kommenden Krieg sollte die Gartenschau eine „Ernährungsumstellung, die den Erzeugnissen des Gartenbaues einen größeren Anteil zukommen läßt“, propagieren, um die „Fleischversorgung zu entlasten“.
Der Kriegsbeginn am 1. September 1939 stoppte die Reichsgartenschau vorzeitig. Sie endete am 2. September 1939 aufgrund der „gegenwärtigen Umstände“, obwohl sie bis Ende Oktober des Jahres hätte geöffnet sein sollen. 4,5 Millionen Besucher hatten die Schau besucht, was als ungeahnter Erfolg registriert wurde. Schon am 27. August 1939 waren die ersten Lebensmittelkarten eingeführt worden, ein Hinweis auf zukünftige, kriegsbedingte Rationierungsmaßnahmen. Dies verleitete diverse Stuttgarter dazu, über ihre „Reichskartenschau“ zu spotten.

## Nutzung des Geländes nach der Reichsgartenschau
In den Jahren 1941/42 diente das Gelände (insbesondere die ehemaligen Blumenhallen) auf dem Killesberg als Zwischen-Gefangenenlager der jüdischen Mitbürger vor den Deportationen in die Konzentrations- und Vernichtungslager. An diese Nutzung der Messehallen erinnert seit 1962 ein von Albrecht von Hauff geschaffener Gedenkstein. In den Kriegsjahren wichen die Blumenbeete und Rasenflächen Gemüsefeldern zur Grundversorgung der Bevölkerung. Auch der Killesberg blieb nicht von den Kriegsfolgen verschont. Massive Luftangriffe auf die Stuttgarter Industriestandorte Feuerbach und Zuffenhausen im Jahr 1944 trafen auch die Parklandschaft.
Wenige Jahre nach dem Krieg eröffnete bereits die Deutsche Gartenschau im Jahre 1950 ihre Pforten auf dem nach den großflächigen Kriegszerstörungen wiederhergestellten Gelände. Rund 180 Bomben waren zur Kriegszeit auf das ehemalige Gartenschaugelände gefallen. Mit der ehemaligen Messe Killesberg und weiteren Gartenschauen (wie die Bundesgartenschau 1961) wurde das Gelände, das heute als Höhenpark Killesberg bekannt ist, über die Jahrzehnte immer wieder umgestaltet.

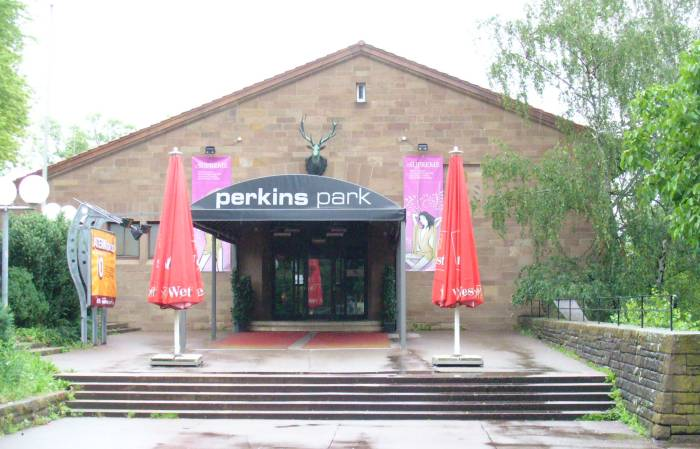
Perkins Park – Gebäude von 1939

Ein Teil der Anlagen und Gebäude aus der Zeit der Reichsgartenschau blieben erhalten. So wird etwa das Bauwerk, das 1939 als Veranstaltungsstätte für die Eröffnungsfeierlichkeiten diente, heute von der überregional bekannten Diskothek Perkins Park genutzt.
Umbrüche großen Stils veränderten zuletzt den Gebietscharakter wieder, nachdem das Messegelände Killesberg komplett aus dem Stadtbezirk ausgelagert wurde. Die baulichen Hinterlassenschaften wurden abgerissen, um einer neuen Raumordnung Platz zu machen.

## Nachfolgende Gartenschauen in Stuttgart
Die erste – bereits erwähnte – Nachkriegs-Gartenschau in Stuttgart fand 1950 statt, wiederum auf dem Killesberg-Areal und ebenfalls geplant und verwirklicht von Hermann Mattern. Eröffnet wurde sie durch Bundespräsident Theodor Heuss. Sie nannte sich als einzige aller Schauen Deutsche Gartenschau, denn bereits im Folgejahr wurde die Tradition der Bundesgartenschauen begründet. Es folgte die Bundesgartenschau 1961, die erste Schau dieser Art in Baden-Württemberg. Unter Einbezug des Killesberggeländes wurde die Schau erstmals ausgedehnt auf den oberen und mittleren Schlossgarten. Die Nachfolgerin, die Bundesgartenschau 1977 fand im Park des unteren Schlossgartens statt. Die Schauen wurden von den Besuchern gut angenommen. Die IGA 1993 zog erstmals wieder den Killesberg ins Visier. Dabei war angedacht, das Gelände nach den Plänen Matterns wiederherzustellen und unter Denkmalschutz zu stellen.

## Bedeutung der Reichsgartenschau heute
Das Killesberg-Parkgelände gilt heute als einziges gut erhaltenes großes Exempel für die Gartenbaukunst der 1930er Jahre. Kennzeichnend dafür ist der beabsichtigt großzügige Kontext der Landschaft zu seinen Elementen, wie die Sichtbezüge zum Tal, die Obstwiesen, Trockenmauern und Natursteingebäude. Nicht unberücksichtigt bleiben darf in diesem Zusammenhang allerdings, dass der gerühmte „ökologische Wert“ in gewissem Sinne als Abdank auf den kriegsvorbereitungsbedingt fehlenden Beton und Zement zu verstehen ist.